# 古家信平
古家 信平（ふるいえ しんぺい、1952年 -　）は、日本の民俗学者、筑波大学名誉教授。

## 来歴
熊本県に生まれる。1976年に東京教育大学文学部史学科を卒業した。筑波大学大学院歴史・人類学研究科に進み、1980年に文化人類学博士課程を満期退学した。
1981年に筑波大学文部技官となり、以後助手（1984年）を経て、1989年に東海大学助教授となる。1991年に筑波大学に戻って講師となり、助教授（2000年）を経て、教授に昇進した。この間、1998年に「台湾漢人社会における民間信仰の研究」により付く阿波大学より博士（文学）の学位を取得した。
2018年3月に筑波大学を退官し、名誉教授となる。

## 著書

### 単著
- 『火と水の民俗文化誌』吉川弘文館〈日本歴史民俗叢書〉、1994年
- 『台湾漢人社会における民間信仰の研究』東京堂出版、1999年

### 共編著
- 『日本の民俗 5 家の民俗文化誌』（多田井幸視・徳丸亞木と共著）吉川弘文館、2008年
- 『日本の民俗 9 祭りの快楽』（俵木悟・菊池健策・松尾恒一と共著）吉川弘文館、2009年
- 『日本の民俗 13 民俗と民俗学』（湯川洋司・安室知と共編）吉川弘文館、2009年
- 『日本の民俗 12 南島の暮らし』（小熊誠・萩原左人と共著）吉川弘文館、2009年
- 『図説日本民俗学』（福田アジオ・上野和男・倉石忠彦・高桑守史と共編）吉川弘文館、2009年
- 『現代民俗学のフィールド』吉川弘文館、2018年

### 翻訳
- コルネリウス・アウエハント『鯰絵 民俗的想像力の世界』（小松和彦・中沢新一・飯島吉晴と共訳）せりか書房、1979年　のち岩波文庫

## 論文
- Cinii